# 索亞潘戈

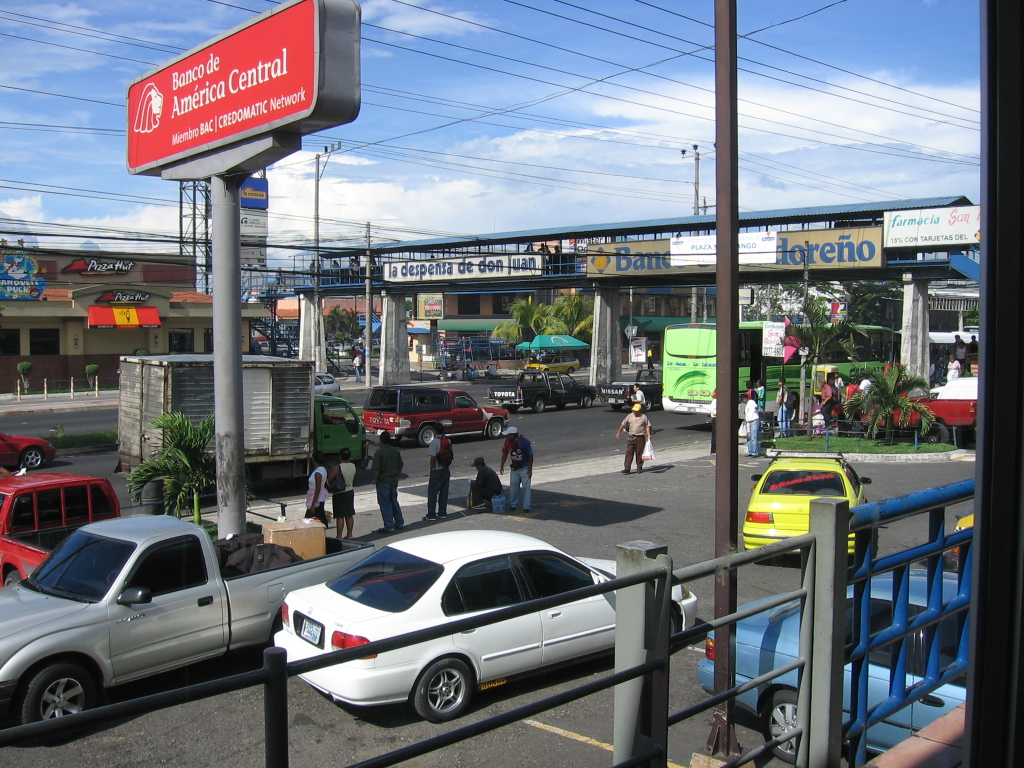

索亞潘戈（西班牙語：Soyapango），是薩爾瓦多的城鎮，位於該國中西部，由聖薩爾瓦多省負責管轄，面積29.72平方公里，海拔高度600米，2007年人口241,403，人口密度每平方公里8,122.58人。